# Consejo Mundial de Boxeo Ucrania
El Consejo Mundial de Boxeo Ucrania (en inglés: World Boxing Council Ukraine, abreviado WBC Ucrania) es una organización pública y profesional de boxeo que sanciona peleas titulares en Ucrania. Es miembro del Consejo Mundial de Boxeo (WBC), el organismo rector del boxeo profesional a nivel mundial. La oficina del WBC en Ucrania se inauguró el 10 de agosto de 2021 en Kiev

## Historia de la creación de WBC Ucrania
En 2018, se celebró la 56ª Convención anual del WBC en la capital de Ucrania, Kiev. El evento fue organizado por el entonces alcalde de la ciudad y el único "Campeón Eterno WBC" en la historia de la organización, Vitali Klitschko. Durante esta convención, se discutió por primera vez la idea de crear WBC Ucrania. Un año después, en la 57ª Convención del WBC celebrada en Cancún, México, Mykola Kovalchuk, quien más tarde sería el presidente de la representación oficial de WBC Ucrania, sostuvo negociaciones con el presidente del WBC, Mauricio Sulaimán, y la junta directiva sobre la apertura de la oficina del WBC en Ucrania. Estas conversaciones contaron con el apoyo de Mykhailo Zavialov, presidente de la Liga Nacional de Boxeo Profesional de Ucrania, y de Chico López, embajador del WBC.
Como resultado de numerosas negociaciones y una preparación exhaustiva, el 10 de agosto de 2021 se realizó la inauguración oficial de la representación del Consejo Mundial de Boxeo en Ucrania. Por decisión unánime de la junta directiva del WBC, Mykola Kovalchuk fue nombrado presidente de WBC Ucrania, y Oleksandr Gvozdyk se convirtió en el embajador oficial de la representación.